# Hoțkî, Pereiaslav-Hmelnițki
Hoțkî (în ucraineană Хоцьки) este o comună în raionul Pereiaslav-Hmelnițki, regiunea Kiev, Ucraina, formată numai din satul de reședință.

## Demografie
Componența lingvistică a comunei Hoțkî
     Ucraineană (97,58%)
     Rusă (2%)
Conform recensământului din 2001, majoritatea populației comunei Hoțkî era vorbitoare de ucraineană (97,58%), existând în minoritate și vorbitori de rusă (2%).